# Mercedes-Benz OM608
Il Mercedes-Benz OM608 è un motore Diesel prodotto a partire dal 2018 dalla casa automobilistica francese Renault per la tedesca Mercedes-Benz.

## Caratteristiche
Si tratta di un motore derivato direttamente dall'unità K9K prodotta dalla Renault già da alcuni anni, nonché dell'evoluzione della precedente unità OM607. Rispetto al motore K9K, il motore OM608 rimane pressoché identico, ma se ne differenzia piuttosto per la presenza di alcuni dispositivi specifici, come quelli relativi allo Stop&Start e alla gestione della fasatura ed alla gestione dei gas di scarico mediante il sistema SCR. Presente anche un volano bimassa specifico e non ultimo, il sistema di trattamento dei gas di scarico mediante iniezione di additivo AdBlue per la riduzione delle emissioni inquinanti. In pratica il passaggio da motore OM607 a motore OM608 corrisponde al passaggio dai motori Renault dCi ai motori BluedCi.
Per il resto il motore OM608 ricalca quasi per intero il motore K9K di ultima generazione, quello appartenente alla famiglia trasversale dei cosiddetti motori Energy. Queste sono le sue caratteristiche:
- monoblocco e basamento in ghisa;
- testata in lega leggera;
- alesaggio e corsa: 76 × 80,5 mm;
- cilindrata: 1461 cm³;

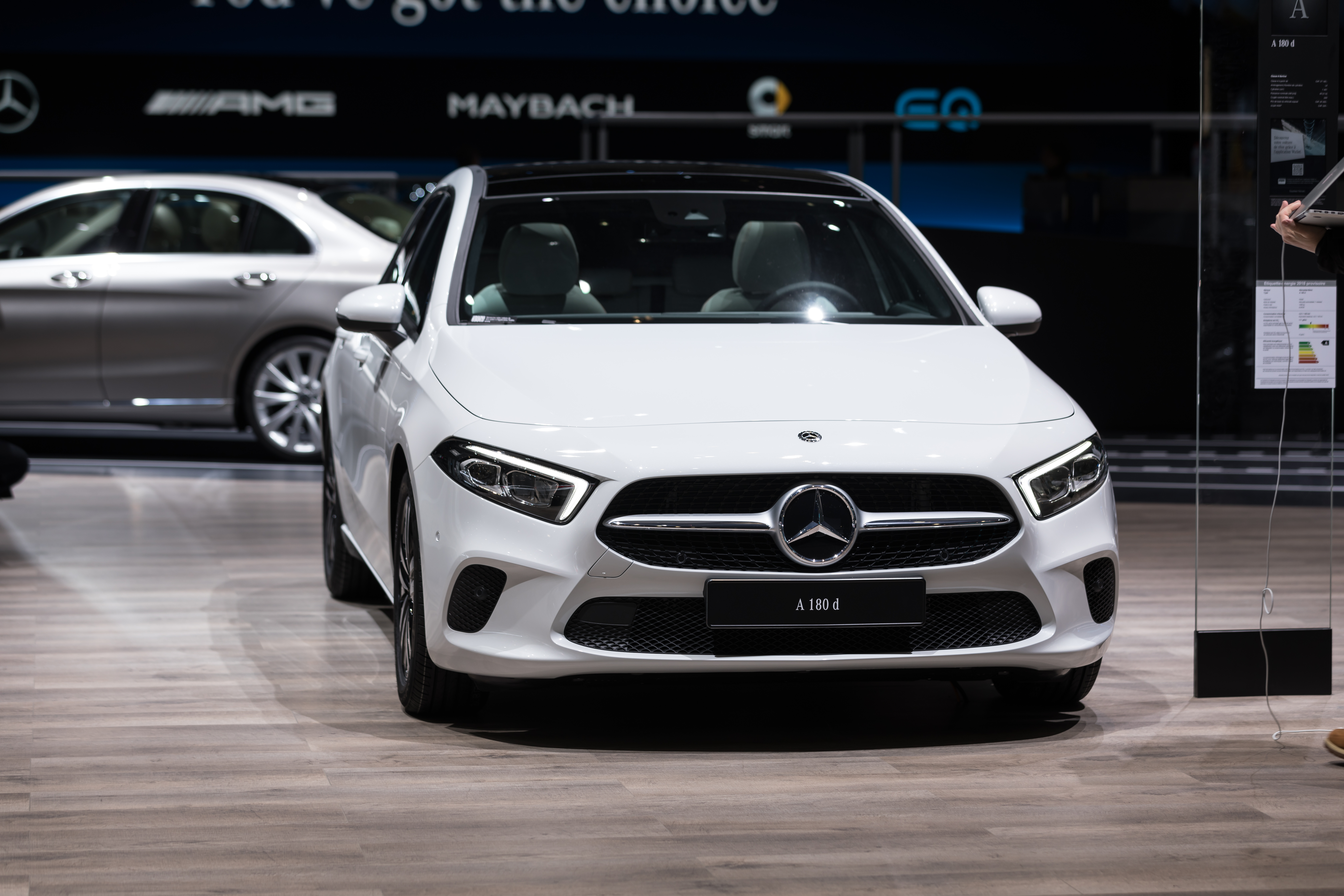
Il motore OM608 ha esordito nel 2018 sotto il cofano della Mercedes-Benz A 180 d

- distribuzione ad un asse a camme in testa;
- testata a due valvole per cilindro;
- alimentazione ad iniezione diretta common rail;
- pressione di alimentazione: 2000 bar;
- sovralimentazione mediante turbocompressore a geometria variabile ed intercooler;
- rapporto di compressione: 15,1:1;
- albero a gomiti su 5 supporti di banco.

## Applicazioni
Il motore OM608 è stato proposto in alcune varianti di potenza massima, così riassubili:
| Motore Mercedes-Benz OM608 |                |                |                                    |                    |
| Variante                   | Potenza CV/rpm | Coppia Nm/rpm  | Applicazioni                       | Anni di produzione |
| 1.                         | 75/3750        | 230/1750       | Mercedes-Benz Citan 108 CDI W420   | dal 08/2021        |
| 2.                         | 80/3750        | 210/ 1750-2250 | Mercedes-Benz Citan 108 CDI W415   | 02/2019-08/2021    |
| 3.                         | 95/4000        | 240/ 1750-2500 | Mercedes-Benz A 160 d W177         | 05/2019-10/2020    |
| 3.                         | 95/4000        | 240/ 1750-2500 | Mercedes-Benz B 160 d W247         | 05/2019-10/2020    |
| 3.                         | 95/4000        | 240/ 1750-2500 | Mercedes-Benz Citan 109 CDI W415   | 02/2019-08/2021    |
| 3.                         | 95/3750        | 260/1750       | Mercedes-Benz Citan 110 CDI W420   | dal 08/2021        |
| 4.                         | 116/4000       | 260/ 1750-2500 | Mercedes-Benz A 180 d W177         | dal 05/2018        |
| 4.                         | 116/4000       | 260/ 1750-2500 | Mercedes-Benz A 180 d Berlina V177 | dall'11/2018       |
| 4.                         | 116/4000       | 260/ 1750-2500 | Mercedes-Benz B 180 d W247         | dal 12/2018        |
| 4.                         | 116/4000       | 260/ 1750-2500 | Mercedes-Benz CLA 180 d C118       | dal 04/2019        |
| 4.                         | 116/4000       | 260/ 1750-2500 | Mercedes-Benz Citan 111 CDI W415   | 02/2019-08/2021    |
| 4.                         | 116/3750       | 270/1750       | Mercedes-Benz Citan 112 CDI W420   | dal 08/2021        |